# Primi ministri della Corea del Sud

Stendardo della Corea del Sud

Di seguito è riportato un elenco dei primi ministri della Corea del Sud dalla Prima Repubblica alla Sesta Repubblica.

## Elenco
| Primo ministro                                               | Primo ministro   | Primo ministro                                          | Dal               | Al                        | Partito                             |
| Prima Repubblica                                             | Prima Repubblica | Prima Repubblica                                        | Prima Repubblica  | Prima Repubblica          | Prima Repubblica                    |
| ------------------------------------------------------------ | ---------------- | ------------------------------------------------------- | ----------------- | ------------------------- | ----------------------------------- |
|                                                              |                  | Yi Pom-sok 이범석 李範奭 (1900–1972)                    | 31 luglio 1948    | 21 aprile 1950            | Indipendente                        |
|                                                              |                  | Shin Song-mo 신성모 申性模 (1891–1960) (ad interim)     | 21 aprile 1950    | 23 novembre 1950          | Indipendente                        |
|                                                              |                  | Chang Myon 장면 張勉 (1899–1966)                        | 23 novembre 1950  | 24 aprile 1952            | Jayudang                            |
|                                                              |                  | Yi Yun-yong 이윤영 李允榮 (1890–1975) (ad interim)      | 24 aprile 1952    | 6 maggio 1952             | Jayudang                            |
|                                                              |                  | Chang Taek-sang 장택상 張澤相 (1893–1969)               | 6 maggio 1952     | 6 ottobre 1952            | Jayudang                            |
|                                                              |                  | Paik Too-chin 백두진 白斗鎭 (1908–1993)                 | 6 ottobre 1952    | 17 giugno 1954            | Jayudang                            |
|                                                              |                  | Pyon Yong-tae 변영태 卞榮泰 (1892–1969)                 | 27 giugno 1954    | 28 novembre 1954          | Jayudang                            |
| Carica abolita (1954-1960)                                   |                  |                                                         |                   |                           |                                     |
| Seconda Repubblica                                           |                  |                                                         |                   |                           |                                     |
|                                                              |                  | Ho Chong 허정 許政 (1896–1988)                          | 27 aprile 1960    | 18 agosto 1960            | Partito Democratico                 |
|                                                              |                  | Chang Myon 장면 張勉 (1899–1966)                        | 18 agosto 1960    | 18 maggio 1961            | Partito Democratico                 |
| Consiglio supremo per la ricostruzione nazionale (1961–1963) |                  |                                                         |                   |                           |                                     |
|                                                              |                  | Jang Do-young 장도영 張都暎 (1923–2012)                 | 21 maggio 1961    | 3 luglio 1961             | Militare                            |
|                                                              |                  | Song Yo-chan 송요찬 宋堯讚 (1918–1980)                  | 3 luglio 1961     | 16 giugno 1962            | Militare                            |
|                                                              |                  | Park Chung-hee 박정희 朴正熙 (1917–1979)                | 16 giugno 1962    | 10 luglio 1962            | Militare                            |
|                                                              |                  | Kim Hyun-chul 김현철 金顯哲 (1901–1989)                 | 10 luglio 1962    | 17 dicembre 1963          | Indipendente                        |
| Terza Repubblica                                             |                  |                                                         |                   |                           |                                     |
|                                                              |                  | Choi Tu-son 최두선 崔斗善 (1894–1974)                   | 17 dicembre 1963  | 10 maggio 1964            | Indipendente                        |
|                                                              |                  | Chung Il-kwon 정일권 丁一權 (1917–1994)                 | 10 maggio 1964    | 20 dicembre 1970          | Indipendente                        |
|                                                              |                  | Baek Du-jin 백두진 白斗鎭 (1908–1993)                   | 20 dicembre 1970  | 4 giugno 1971             | Partito Repubblicano Democratico    |
|                                                              |                  | Kim Jong-pil 김종필 金鍾泌 (1926–2018)                  | 4 giugno 1971     | 19 dicembre 1975          | Partito Repubblicano Democratico    |
| Quarta Repubblica                                            |                  |                                                         |                   |                           |                                     |
|                                                              |                  | Choi Kyu-hah 최규하 崔圭夏 (1919–2006)                  | 19 dicembre 1975  | 12 dicembre 1979          | Partito Repubblicano Democratico    |
|                                                              |                  | Shin Hyun-hwak 신현확 申鉉碻 (1920–2007)                | 12 dicembre 1979  | 22 maggio 1980            | Partito Repubblicano Democratico    |
|                                                              |                  | Park Choong-hoon 박충훈 朴忠勳 (1919–2001) (ad interim) | 22 maggio 1980    | 2 settembre 1980          | Militare                            |
|                                                              |                  | Nam Duck-woo 남덕우 南德祐 (1924–2013)                  | 2 settembre 1980  | 4 gennaio 1982            | Partito della Giustizia Democratica |
| Quinta Repubblica                                            |                  |                                                         |                   |                           |                                     |
|                                                              |                  | Yoo Chang-soon 유창순 劉彰順 (1918–2010)                | 4 gennaio 1982    | 24 giugno 1982            | Partito della Giustizia Democratica |
|                                                              |                  | Kim Sang-hyup 김상협 金相浹 (1920–1995)                 | 24 giugno 1982    | 14 ottobre 1983           | Partito della Giustizia Democratica |
|                                                              |                  | Chin Iee-chong 진의종 陳懿鍾 (1921–1995)                | 15 ottobre 1983   | 11 novembre 1984          | Partito della Giustizia Democratica |
|                                                              |                  | Shin Byung-hyun 신병현 申秉鉉 (1921–1999) (ad interim)  | 11 novembre 1984  | 18 febbraio 1985          | Partito della Giustizia Democratica |
|                                                              |                  | Lho Shin-yong 노신영 盧信永 (1930–2019)                 | 18 febbraio 1985  | 26 maggio 1987            | Partito della Giustizia Democratica |
|                                                              |                  | Lee Han-key 이한기 李漢基 (1917–1995) (ad interim)      | 26 maggio 1987    | 14 luglio 1987            | Partito della Giustizia Democratica |
|                                                              |                  | Kim Chung-yul 김정렬 金貞烈 (1917–1992)                 | 14 luglio 1987    | 25 febbraio 1988          | Indipendente                        |
| Sesta Repubblica                                             |                  |                                                         |                   |                           |                                     |
|                                                              |                  | Lee Hyun-jae 이현재 李賢宰 (1929)                       | 25 febbraio 1988  | 5 dicembre 1988           | Indipendente                        |
|                                                              |                  | Kang Young-hoon 강영훈 姜英勛 (1922–2016)               | 5 dicembre 1988   | 27 dicembre 1990          | Partito della Giustizia Democratica |
|                                                              |                  | Ro Jai-bong 노재봉 盧在鳳 (1936–2024)                   | 27 dicembre 1990  | 24 maggio 1991            | Partito Liberal Democratico         |
|                                                              |                  | Chung Won-shik 정원식 鄭元植 (1928–2020)                | 24 maggio 1991    | 8 ottobre 1992            | Indipendente                        |
|                                                              |                  | Hyun Soong-jong 현승종 玄勝鍾 (1919–2020)               | 8 ottobre 1992    | 25 febbraio 1993          | Indipendente                        |
|                                                              |                  | Hwang In-sung 황인성 黃寅性 (1926–2010)                 | 25 febbraio 1993  | 17 dicembre 1993          | Partito Liberal Democratico         |
|                                                              |                  | Lee Hoi-chang 이회창 李會昌 (1935)                      | 17 dicembre 1993  | 22 aprile 1994            | Partito Liberal Democratico         |
|                                                              |                  | Lee Yung-dug 이영덕 李榮徳 (1926–2010)                  | 22 aprile 1994    | 17 dicembre 1994          | Partito Liberal Democratico         |
|                                                              |                  | Lee Hong-koo 이홍구 李洪九 (1934)                       | 17 dicembre 1994  | 18 dicembre 1995          | Partito Liberal Democratico         |
|                                                              |                  | Lee Soo-sung 이수성 李壽成 (1939)                       | 18 dicembre 1995  | 4 marzo 1997              | Partito della Nuova Corea           |
|                                                              |                  | Goh Kun 고건 高建 (1938)                                | 4 marzo 1997      | 3 marzo 1998              | Indipendente                        |
|                                                              |                  | Kim Jong-pil 김종필 金鍾泌 (1926–2018)                  | 3 marzo 1998      | 13 gennaio 2000           | Democratici Liberali Uniti          |
|                                                              |                  | Park Tae-joon 박태준 朴泰俊 (1927–2011)                 | 13 gennaio 2000   | 19 maggio 2000            | Democratici Liberali Uniti          |
|                                                              |                  | Lee Hun-jai 이헌재 李憲宰 (1944) (ad interim)           | 19 maggio 2000    | 22 maggio 2000            | Indipendente                        |
|                                                              |                  | Lee Han-dong 이한동 李漢東 (1934-2021)                  | 22 maggio 2000    | 11 luglio 2002            | Democratici Liberali Uniti          |
|                                                              |                  | Chang Sang 장상 張裳 (1939) (ad interim)                | 11 luglio 2002    | 31 luglio 2002            | Indipendente                        |
|                                                              |                  | Jeon Yun-churl 전윤철 田允喆 (1939) (ad interim)        | 31 luglio 2002    | 9 agosto 2002             | Indipendente                        |
|                                                              |                  | Chang Dae-whan 장대환 張大煥 (1952) (ad interim)        | 9 agosto 2002     | 10 settembre 2002         | Indipendente                        |
|                                                              |                  | Kim Suk-soo 김석수 金碩洙 (1932)                        | 10 settembre 2002 | 26 febbraio 2003          | Indipendente                        |
|                                                              |                  | Goh Kun 고건 高建 (1938)                                | 26 febbraio 2003  | 25 maggio 2004            | Partito Democratico del Millennio   |
|                                                              |                  | Lee Hun-jai 이헌재 李憲宰 (1944) (ad interim)           | 25 maggio 2004    | 30 giugno 2004            | Indipendente                        |
|                                                              |                  | Lee Hae-chan 이해찬 李海瓚 (1952)                       | 30 giugno 2004    | 14 marzo 2006             | Partito Uri                         |
|                                                              |                  | Han Duck-soo 한덕수 韓德洙 (1949) (ad interim)          | 14 marzo 2006     | 20 aprile 2006            | Indipendente                        |
|                                                              |                  | Han Myeong-sook 한명숙 韓明淑 (1944)                    | 20 aprile 2006    | 7 marzo 2007              | Partito Uri                         |
|                                                              |                  | Kwon Oh-kyu 권오규 權五奎 (1952) (ad interim)           | 7 marzo 2007      | 2 aprile 2007             | Indipendente                        |
|                                                              |                  | Han Duck-soo 한덕수 韓德洙 (1949)                       | 2 aprile 2007     | 29 febbraio 2008          | Indipendente                        |
|                                                              |                  | Han Seung-soo 한승수 韓昇洙 (1936)                      | 29 febbraio 2008  | 28 settembre 2009         | Partito Hannara                     |
|                                                              |                  | Chung Un-chan 정운찬 鄭雲燦 (1947)                      | 28 settembre 2009 | 11 agosto 2010            | Partito Hannara                     |
|                                                              |                  | Yoon Jeung-hyun 윤증현 尹增鉉 (1946) (ad interim)       | 11 agosto 2010    | 1 ottobre 2010            | Partito Hannara                     |
|                                                              |                  | Kim Hwang-sik 김황식 金滉植 (1948)                      | 1 ottobre 2010    | 26 febbraio 2013          | Indipendente                        |
|                                                              |                  | Chung Hong-won 정홍원 鄭烘原 (1944)                     | 26 febbraio 2013  | 16 febbraio 2015          | Partito Saenuri                     |
|                                                              |                  | Lee Wan-koo 이완구 李完九 (1950-2021)                   | 16 febbraio 2015  | 27 aprile 2015            | Partito Saenuri                     |
|                                                              |                  | Choi Kyoung-hwan 최경환 崔炅煥 (1955) (ad interim)      | 27 aprile 2015    | 18 giugno 2015            | Partito della Libertà della Corea   |
|                                                              |                  | Hwang Kyo-ahn 황교안 黃敎安 (1957)                      | 18 giugno 2015    | 11 maggio 2017            | Indipendente                        |
|                                                              |                  | Yoo Il-ho 유일호 柳一鎬 (1955) (ad interim)             | 11 maggio 2017    | 31 maggio 2017            | Partito della Libertà della Corea   |
|                                                              |                  | Lee Nak-yeon 이낙연 李洛淵 (1951)                       | 31 maggio 2017    | 14 gennaio 2020           | Partito Democratico della Corea     |
|                                                              |                  | Chung Sye-kyun 정세균 丁世均 (1950)                     | 14 gennaio 2020   | 16 aprile 2021            | Partito Democratico della Corea     |
|                                                              |                  | Hong Nam-ki 홍남기 洪楠基 (1960) (ad interim)           | 16 aprile 2021    | 13 maggio 2021            | Indipendente                        |
|                                                              |                  | Kim Boo-kyum 김부겸 金富謙 (1958)                       | 14 maggio 2021    | 12 maggio 2022            | Partito Democratico della Corea     |
|                                                              |                  | Choo Kyung-ho 추경호 秋慶鎬 (1960) (ad interim)         | 12 maggio 2022    | 21 maggio 2022            | Partito del Potere Popolare         |
|                                                              |                  | Han Duk-soo 한덕수 韓德洙 (1949)                        | 21 maggio 2022    | 2 maggio 2025 (dimessosi) | Indipendente                        |
|                                                              |                  | Choi Sang-mok 최상목 崔相穆 (1963) (ad interim)         | 27 dicembre 2024  | 24 marzo 2025             | Indipendente                        |
|                                                              |                  | Lee Ju-ho 이주호 李朱浩 (1961) (ad interim)             | 2 maggio 2025     | 3 luglio 2025             | Indipendente                        |
|                                                              |                  | Kim Min-seok 김민석 金敏錫 (1964)                       | 3 luglio 2025     | in carica                 | Partito Democratico della Corea     |